# Pyrgota ilona
Pyrgota ilona är en tvåvingeart som beskrevs av Aczel 1956. Pyrgota ilona ingår i släktet Pyrgota och familjen Pyrgotidae. Inga underarter finns listade i Catalogue of Life.